# Drymodes
Drymodes é um género de ave da família Petroicidae.
Este género contém as seguintes espécies:
- Drymodes brunneopygia
- Drymodes superciliaris